# أرشيبالد بريمروز
أرشيبالد بريمروز (بالإنجليزية: Archibald Primrose) سياسي بريطاني (7 مايو 1847-21 مايو 1929). تولى رئاسة الوزارة في بريطانيا من 5 مارس 1894 إلى 22 يونيو 1895. حاز على رتبة فرسان الرباط، ووسام الشوك، وزمالة الجمعية الملكية، وزمالة الأكاديمية البريطانية، وكان عضوًا في المجلس الخاص للمملكة المتحدة. بين وفاة والده عام 1851 ووفاة جده، إيرل روزبري الرابع عام 1868، عُرف من باب اللباقة بلقب اللورد دالمني.
لفت روزبري الاهتمام الوطني لأول مرة في عام 1879 من خلال رعاية الحملة الناجحة لوليام إيوارت غلادستون في ميدلوثيان. كان مسؤولًا لفترة وجيزة عن الشؤون الاسكتلندية. حقق أكبر قدر من النجاح في منصبه كرئيس لمجلس مقاطعة لندن في عام 1889. دخل مجلس الوزراء عام 1885 وشغل منصب وزير الخارجية مرتين، وأولّى الشؤون الفرنسية والألمانية اهتمامًا خاصًا. خلف غلادستون كرئيس للوزراء وزعيم الحزب الليبرالي عام 1894، خسر الليبراليون انتخابات عام 1895. استقال من قيادة الحزب عام 1896 ولم يتقلد مناصب سياسية مرة أخرى.
عُرِف روزبري على نطاق واسع بأنه خطيب لامع، ورياضي ورامي بارز، وكاتب، ومؤرخ، ومتذوق، وجامع. اجتذبته كل هذه الأنشطة أكثر من السياسة، التي أصبحت مملةً وغير جذابةً. علاوة على ذلك، انجرف إلى يمين الحزب الليبرالي وأصبح من أشد المنتقدين لسياساته. علق ونستون تشرشل، الذي لاحظ أنه لم يتكيف أبدًا مع المنافسة الانتخابية الديمقراطية، ساخرًا: «لن ينحني، ولم ينتصر». كان روزبري إمبرياليًا ليبراليًا فضّل الدفاع الوطني القوي والإمبريالية في الخارج والإصلاح الاجتماعي في الداخل، بينما كان معاديًا بشدة للاشتراكية. حكم عليه المؤرخون بالفشل كوزير للخارجية ورئيس للوزراء.

## الحياة المهنية
اشتهر روزبري بأنه قال إن لديه ثلاثة أهداف في الحياة: الفوز بالدربي، والزواج من وريثة، وأن يصبح رئيسًا للوزراء. ونجح في تحقيقها.

### حياته السياسية المبكرة
في إيتون، هاجم روزبري تشارلز الأول ملك إنجلترا بسبب استبداده، وواصل مدح أسلافه اليمينيين -كان سلفه جيمس ستانهوب، إيرل ستانهوب الأول، وزيرًا لجورج الأول ملك بريطانيا العظمى. غالبًا ما التقى بينجامين دزرائيلي مع روزبري في سبعينيات القرن التاسع عشر لمحاولة تجنيده في حزبه، لكنه فشل في ذلك. لاحق المنافس الرئيسي لدزرائيلي، وليام إيوارت غلادستون، روزبري أيضًا، محققًا معه نجاحًا كبيرًا.
كجزء من الخطة الليبرالية لجعل غلادستون عضوًا في البرلمان عن ميدلوثيان، رعى روزبري وأدار حملة ميدلوثيان إلى حد كبير في عام 1879. استند في هذا إلى ما لاحظه في الانتخابات التي جرت في الولايات المتحدة. تحدث غلادستون من القطارات المفتوحة وحشد دعمًا جماهيريًا. في عام 1880 انتخِب حسب الأصول عضوًا عن ميدلوثيان وعاد إلى رئاسة الوزراء.
شغل روزبري منصب وزير الخارجية عند تولي غلادستون للمرة الثالثة ولفترة قصيرة رئاسة الوزراء عام 1886. شغل منصب أول رئيس لمجلس مقاطعة لندن، الذي أنشأه المحافظون في عام 1889. سُمي شارع روزبري في كليركينويل باسمه.
شغل منصب رئيس اليوم الأول للمؤتمر التعاوني لعام 1890.
تضمنت الفترة الثانية من عمل روزبري بصفته وزيرًا للخارجية، 1892-1894، في الغالب خلافات مع فرنسا حول أوغندا. على حد تعبير بطله نابليون، آمن روزبري أن «سيد مصر هو سيد الهند» وهكذا اتبع سياسة التوسع في إفريقيا. ساعد روزبري مشروع قانون غلادستون الثاني لحكم الوطن في مجلس اللوردات؛ مع ذلك هُزِم بأغلبية ساحقة في خريف عام 1893. رُفض مشروع القانون الأول في مجلس العموم في عام 1886.

### رئيس الوزراء
أصبح روزبري زعيمًا للفصيل الإمبريالي الليبرالي في الحزب الليبرالي، وعندما تقاعد غلادستون عام 1894، خلّفه روزبري كرئيس للوزراء، الأمر الذي أثار اشمئزاز السير ويليام هاركورت، مستشار الخزانة وزعيم الليبراليين اليساريين. كان اختيار روزبري إلى حد كبير بسبب كره الملكة فيكتوريا لمعظم القادة الليبراليين الآخرين. كان روزبري عضوًا في مجلس اللوردات، لكن هاركورت كان يسيطر على مجلس العموم، حيث غالبًا ما كان يقوض رئيس الوزراء.
لم تنجح حكومة روزبري إلى حد كبير، مثلما حدث في الأزمة الأرمنية في 1895-1996. تحدث عن سياسة مؤيدة بشدة للأرمن ومعادية لتركيا. دعا غلادستون، رئيس الوزراء المتقاعد، بريطانيا إلى التدخل بمفردها. أدى الضغط الإضافي إلى إضعاف روزبري.
هُزمت مخططاته في السياسة الخارجية، مثل توسيع الأسطول، بسبب الخلافات داخل الحزب الليبرالي. وأغضب كل القوى الأوروبية.
أوقف مجلس اللوردات الذي يهيمن عليه الوحدويون كل التشريعات المحلية لليبراليين. كان هاركورت الشخصية الأقوى في الحكومة والمنافسة لروزبري. كان هو وابنه لويس منتقدين دائمين لسياسات روزبري. كان هناك اثنان من رؤساء الوزراء المستقبليين في مجلس الوزراء، وزير الداخلية إتش. إتش. أسكويث، ووزير الدولة للحرب هنري كامبل بانرمان. سرعان ما فقد روزبري الاهتمام بإدارة الحكومة. في العام الأخير من رئاسته للوزراء، أنهك أكثر فأكثر: فقد عانى من الأرق بسبب الخلاف المستمر في حكومته.
في 21 يونيو 1895 خسرت الحكومة التصويت بسبعة أصوات فقط في لجنة إمداد الجيش. في حين أن هذا التصويت كان من المكن التعامل معه على أنه مجرد تصويت لحجب الثقة عن وزير الحرب كامبل بانرمان، اختار روزبري معاملته على أنه تصويت لإدانة حكومته. في 22 يونيو قدم هو ووزراؤه استقالاتهم إلى الملكة، التي دعت الزعيم الوحدوي، اللورد سيسل، لتشكيل الحكومة. في الشهر التالي، فاز الوحدويون بانتصار ساحق في الانتخابات العامة لعام 1895، وشغلوا السلطة لمدة عشر سنوات (1895-1905) تحت قيادة سيسل وآرثر بلفور. ظل روزبري الزعيم الليبرالي لمدة عام آخر، ثم تقاعد بشكل دائم من السياسة.

### الحياة اللاحقة

#### الإمبرياليون الليبراليون
استقال روزبري من منصب زعيم الحزب الليبرالي في 6 أكتوبر 1896، ليخلفه ويليام هاركورت ثم انتقل تدريجيًا بعيدًا عن التيار الرئيسي للحزب. مع انقسام الليبراليين بين مؤيد ومعارض لحرب البوير التي بدأت في عام 1899، برز روزبري، على الرغم من عدم نشاطه السياسي رسميًا، بوصفه رئيسًا لفصيل «الإمبرياليين الليبراليين» للحزب، المعارض لحكم الوطن الأيرلندي. أيد الحرب، وجلب العديد من المنشقين أيضًا. بيد أن الحرب عارضها فصيل أصغر من الليبراليين، من بينهم ديفيد لويد جورج، وزعيم الحزب السير هنري كامبل بانرمان. كان أتباع روزبري، بمن فيهم إتش. إتش. أسكويث وإدوارد غراي، يناشدونه بانتظام للعودة كزعيم للحزب، وحتى كامبل بانرمان قال إنه سيعمل تحت قيادة روزبري، إذا قبل عقيدة الحزب الليبرالي الأساسية. في خطاب متأخر إلى جمعية تشيسترفيلد الليبرالية في ديسمبر 1901، كان من المتوقع على نطاق واسع أن يعلن روزبري عن عودته، لكنه ألقى بدلًا من ذلك ما وصفه نجل هاركورت والسكرتير الخاص لويس بأنه «إهانة لماضي الحزب الليبرالي بأكمله»، من خلال قوله إن على الحزب «تنظيف صفحته». في عام 1902 تولى روزبري منصب رئيس «العصبة الليبرالية» المشكلة، حديثًا والتي حلت محل الرابطة الإمبراطورية الليبرالية وأحصت من بين نواب رؤسائها أسكويث وغراي.

#### عام 1905 وما بعده
مواقف روزبري جعلت من المستحيل انضمامه إلى الحكومة الليبرالية التي عادت إلى السلطة في عام 1905. تحول روزبري إلى الكتابة، بما في ذلك السير الذاتية للورد شاتام، وبِيت الأصغر، ونابليون، واللورد راندولف تشرشل. كان جمع الكتب النادرة أحد اهتماماته الكبيرة.
شهدت السنوات الأخيرة من حياته السياسية تحول روزبري إلى ناقد سلبي بحت للحكومات الليبرالية في عهدي كامبل بانرمان وأسكويث. كانت حملته «من أجل الحرية مقابل البيروقراطية، من أجل الحرية ضد الاستبداد الديمقراطي، من أجل الحرية ضد التشريع الطبقي، و... من أجل الحرية مقابل الاشتراكية» حملة وحيدة، نظمها المستقلون في مجلس اللوردات. انضم إلى أقرانه الوحدويين المتشددين في مهاجمة إعادة توزيع ميزانية الدولة التي وضعها لويد جورج في عام 1909، لكنه توقف عن التصويت ضد الإجراء خوفًا من انتقام اللوردات. شجعته الأزمة التي أثارها رفض اللوردات للميزانية على إعادة تقديم حلوله لإصلاح مجلس اللوردات، لكن الحلول ضاعت مع حل البرلمان في ديسمبر 1910.
وبعد التهجم على «الشروط غير الحكيمة، والثورية، والحزبية» في مشروع قانون البرلمان في عام 1911، الذي اقترح الحد من حق النقض الذي يتمتع به اللوردات، صوت مع الحكومة فيما ثبت أنه آخر ظهور له في مجلس اللوردات. كانت هذه نهاية حياته العامة فعليًا، على الرغم من ظهوره في العديد من المناسبات العامة لدعم المجهود الحربي بعد عام 1914 ورعاية «كتيبة البانتام» في عام 1915. على الرغم من أن لويد جورج عرض عليه «منصبًا رفيعًا لا ينطوي على عمل إداري» لزيادة ائتلافه عام 1916، لكن روزبري رفض قبوله.

## روابط خارجية
- أرشيبالد بريمروز على موقع الموسوعة البريطانية (الإنجليزية)
- أرشيبالد بريمروز على موقع إن إن دي بي (الإنجليزية)